# Obereopsis feai
Obereopsis feai là một loài bọ cánh cứng trong họ Cerambycidae.